# Portimonense SC
Portimonense Sporting Clube je portugalský fotbalový klub z města Portimão na jihu Portugalska. Byl založen v roce 1914, své domácí zápasy hraje na Estádio Municipal de Portimão s kapacitou 9 500 míst.
Klubové barvy jsou bílá a černá.

## Úspěchy
Národní
- 2× vítěz Segunda Divisão – Zona Sul (1978/79, 2000/01)[pozn. 1][1]

## Výsledky v evropských pohárech
| Soutěž     | Sezóna  | Kolo    | Soupeř            | Doma | Venku | Celkem | Postup  |
| ---------- | ------- | ------- | ----------------- | ---- | ----- | ------ | ------- |
| Pohár UEFA | 1985/86 | 1. kolo | Partizan Bělehrad | 1:0  | 0:4   | 1:4    | vyřazen |